# Adenanthos drummondii
Adenanthos drummondii är en tvåhjärtbladig växtart som beskrevs av Meissner. Adenanthos drummondii ingår i släktet Adenanthos och familjen Proteaceae. Inga underarter finns listade i Catalogue of Life.